# Масові розстріли в'язнів НКВС
Ма́сові ро́зстріли в'я́знів НКВС — розстріли НКВС влітку-восени 1941 року перед відступом радянських військ. Обвинувачувані в «контрреволюційній діяльності» всупереч тогочасному радянському законодавству розстрілювалися зазвичай без судового розгляду переважно за рішеннями керівництва НКВС різних рівнів. Наймасовіші страти відбулися в ряді західних областей УРСР, трохи менше в БРСР, а також епізодично в прибалтійських радянських республіках, які швидко зайняли німецькі війська. Також були випадки розстрілів у РРФСР та Карело-Фінській РСР під час проривів німецьких військ.

## Історія
Серед в'язнів НКВС у 1939—1941 роках переважали політичні активісти, релігійні діячі, представники інтелігенції, окремі чиновники, військові та міліціонери, з пенсіонерами включно, активісти національних рухів, представники «буржуазії» тощо. Загальна кількість жертв за приблизними оцінками 100 000 осіб, причому тільки в Західній Україні більш ніж 10 000 чоловік, у Вінниці близько 9000 чоловік.
НКВС і Червона армія влаштовували розстріли в'язнів від Польщі (наприклад, Білосток) до Криму. Відразу після початку німецького вторгнення в СРСР НКВС почав страти великої кількості в'язнів у більшості своїх тюрем; тих в'язнів, що залишилися живими, відправили в марші смерті. Більшість із них були політичними в'язнями, страченими без суду. Масові вбивства були задокументовані німецькою владою і використовувались в антирадянській та антиєврейській пропаганді. За невеликим винятком великі групи в'язнів Західної Білорусі та західної України або розстріляли, або відправили в марші смерті. Після війни і в наступних роки влада Німеччини, Польщі, Білорусі та Ізраїлю визначили щонайменше 25 тюрем, де проходили масові вбивства — а також набагато більше місць страти та поховань.